# Dihtiariwka (obwód czernihowski)
Dihtiariwka (ukr. Дігтярівка) – wieś na Ukrainie, w obwodzie czernihowskim, w rejonie nowogrodzkim, w hromadzie Nowogród Siewierski. W 2001 liczyła 657 mieszkańców, spośród których 648 wskazało jako ojczysty język ukraiński, 8 rosyjski, a 1 mołdawski.